# Lavity Stoutt
Hamilton Lavity Stoutt (* 7. März 1929; † 14. Mai 1995) war dreimaliger Chief Minister der Britischen Jungferninseln.

## Leben
Stoutt, Vorsitzender der Virgin Islands Party (VIP), wurde im April 1967 erster Chief Minister der Britischen Jungferninseln und bekleidete dieses Amt zunächst bis zu seiner Ablösung durch Willard Wheatley im Juni 1971.
Im November 1979 folgte er Wheatley dann wiederum im Amt des Chief Minister, ehe er am 15. November 1983 von Cyril Romney abgelöst wurde, der eine Koalition aus der United Party und Unabhängigen bildete.
Nach der Wahlniederlage Romneys folgte er diesem am 1. Oktober 1986 und wurde damit zum dritten Mal Chief Minister der Britischen Jungferninseln. Nach fast neunjähriger Amtszeit starb er am 14. Mai 1995 im Amt. Nachfolger wurde daraufhin sein Parteifreund Ralph T. O’Neal, der zuvor Minister in seinem Kabinett war.
Nach seinem Tode wurde sein Geburtstag zu einem jährlichen öffentlichen Feiertag erklärt und das H. Lavity Stoutt Community College in Tortola nach ihm benannt.